# Joubareh

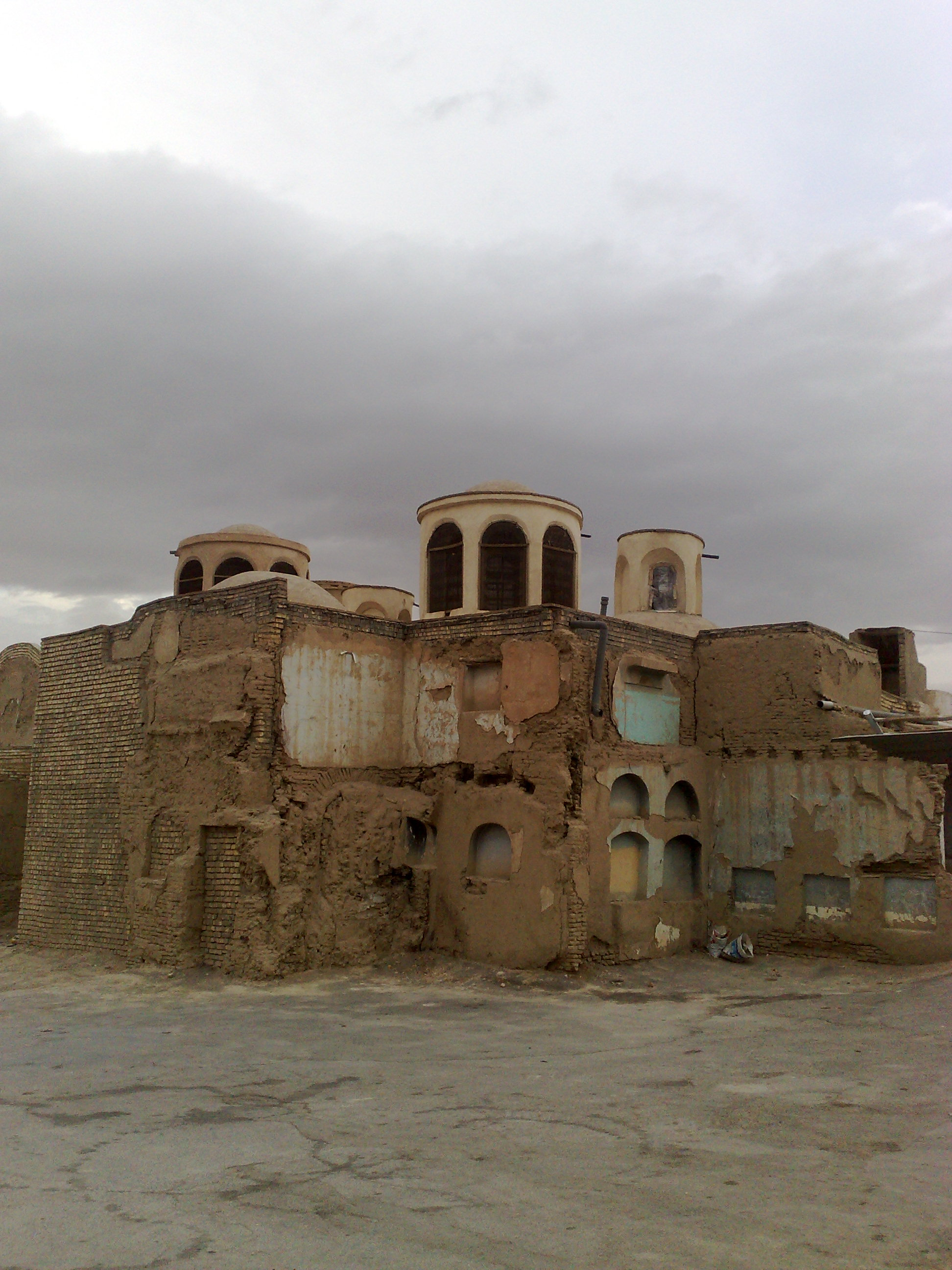
Synagoge in de Joubareh-wijk

Joubareh (Joodse wijk) is de oudste wijk van de stad Isfahan. De wijk heeft zijn oorsprong in het begin van de Achaemeniden-tijdperk tijdens de immigratie van de Babylonische Joden op het bevel van Cyrus II de Grote. De woonwijk van de Joden was tot de 12e eeuw als Daroljahud (Het woongebied van de Joden) bekend, maar later bekend als Joubareh en werd een wijk van Isfahan. In het Seldsjoeken-tijdperk was deze buurt het centrum van Isfahan, daarom zijn er zeer oude historische gebouwen zoals de Sarban Minaret en Chehel Dochtaran Minaret in deze wijk.